# Annadanapura, Pavagada
Annadanapura là một làng thuộc tehsil Pavagada, huyện Tumkur, bang Karnataka, Ấn Độ.